# Domínio integralmente fechado
Em álgebra comutativa, um domínio integralmente fechado A é um domínio de integridade cujo fecho integral no seu corpo de frações é ele mesmo. Muitos domínio bem estudados são integralmente fechados: corpos, o anel dos inteiros Z, domínios de fatoração única e anéis locais regulares são todos integralmente fechados.
Considere {\displaystyle A=k[t^{2},t^{3}]\subset B=k[t]} (k um corpo). A e B tem o mesmo corpo de frações, e B é o fecho integral de A (pois B é domínio de fatoração única). Em outras palavras, A não é integralmente fechado. Isto é relacionado com o fato da curva {\displaystyle Y^{2}=X^{3}} ter uma singularidade na origem.
Seja A um domínio integralmente fechado com corpo de frações K e uma extensão finita L de K. Então x em L é integral sobre A se, e somente se, seu polinômio minimal sobre K tem coeficiente em A.
Isto implica que em particular um elemento integral sobre um domínio integralmente fechado tem polinomio minimal sobre A: isto é mais forte que um elemento integral satisfazendo algum polinomio mônico. De fato, o mesmo resultado é falso sem "integralmente fechado" (considere  {\displaystyle A=\mathbb {Z} [{\sqrt {5}}].}).
Domínios integralmente fechados também tem um papel importante na hipótese do Teorema do Going-Down. O teorema estabelece que se A⊆B é uma extensão integral de domínios e A é um domínio integralmente fechado, então a propriedade do going-down vale para a extensão A⊆B.